# Bayer 04 Leverkusen Fußball 2001-2002
Questa voce raccoglie le informazioni riguardanti il Bayer 04 Leverkusen Fußball nelle competizioni ufficiali della stagione 2001-2002.

## Stagione
Nella stagione 2001-2002, il Bayer Leverkusen si è classificato al secondo posto in Bundesliga, a un solo punto dal Borussia Dortmund campione. 
In Champions League ha raggiunto per la prima volta nella sua storia la finale, perdendo contro il Real Madrid 2-1 all'Hampden Park di Glasgow.
È stato inoltre finalista di Coppa di Germania perdendo contro lo Schalke 04 e riuscendo così ad arrivare secondo in tutte le competizioni in cui ha partecipato.
Al termine della stagione, i seguenti giocatori della formazione del Nord-Reno Westfalia vennero convocati per le rispettive nazionali: Carsten Ramelow, Oliver Neuville, Michael Ballack, Bernd Schneider e Hans-Jörg Butt per la Germania, Lúcio per il Brasile, Yıldıray Baştürk per la Turchia, Frankie Hejduk per gli Stati Uniti, Diego Placente per l'Argentina, Boris Živković e Jurica Vranješ infine per la Croazia.
Pascal Ojigwe ha fatto parte della selezione nigeriana per la Coppa d'Africa del 2002

## Maglie e sponsor
Lo sponsor che compare sulle maglie della società è RWE, società di fornitura energetica.
Lo sponsor tecnico è il marchio tedesco Adidas.
|  | Casa Maglia |  | Casa Alternativa |  | Casa Alternativa 2 |  | Trasferta Maglia |  | Terza Maglia |

## Rosa
| N. |                        | Ruolo | Calciatore       |
| -- | ---------------------- | ----- | ---------------- |
| 1  | Germania (bandiera)    | P     | Hans-Jörg Butt   |
| 3  | Croazia (bandiera)     | C     | Marko Babić      |
| 4  | Germania (bandiera)    | D     | Michael Zepek    |
| 5  | Germania (bandiera)    | D     | Jens Nowotny     |
| 6  | Croazia (bandiera)     | D     | Boris Živković   |
| 8  | Brasile (bandiera)     | C     | Zé Roberto       |
| 9  | Germania (bandiera)    | A     | Ulf Kirsten      |
| 10 | Turchia (bandiera)     | C     | Yıldıray Baştürk |
| 12 | Bulgaria (bandiera)    | A     | Dimităr Berbatov |
| 13 | Germania (bandiera)    | C     | Michael Ballack  |
| 15 | Croazia (bandiera)     | C     | Jurica Vranješ   |
| 17 | Nigeria (bandiera)     | C     | Pascal Ojigwe    |
| 18 | Stati Uniti (bandiera) | C     | Frankie Hejduk   |
| 19 | Brasile (bandiera)     | D     | Lúcio            |
| 20 | Australia (bandiera)   | P     | Frank Juric      |

| N. |                                 | Ruolo | Calciatore         |
| -- | ------------------------------- | ----- | ------------------ |
| 21 | Brasile (bandiera)              | C     | Marquinhos         |
| 23 | Germania (bandiera)             | A     | Thomas Brdarić     |
| 24 | Austria (bandiera)              | D     | Emanuel Pogatetz   |
| 25 | Germania (bandiera)             | C     | Bernd Schneider    |
| 26 | Germania (bandiera)             | C     | Zoltán Sebescen    |
| 27 | Germania (bandiera)             | A     | Oliver Neuville    |
| 28 | Germania (bandiera)             | C     | Carsten Ramelow    |
| 29 | Germania (bandiera)             | C     | Thorsten Wittek    |
| 31 | Germania (bandiera)             | P     | Tom Starke         |
| 33 | Bosnia ed Erzegovina (bandiera) | C     | Anel Džaka         |
| 34 | Turchia (bandiera)              | C     | Hüzeyfe Dogan      |
| 35 | Argentina (bandiera)            | D     | Diego Placente     |
| 40 | Germania (bandiera)             | C     | Thorsten Burkhardt |
| 46 | Croazia (bandiera)              | D     | Mile Božić         |
| 47 | Germania (bandiera)             | D     | Thomas Kleine      |

## Organigramma societario
Area tecnica
- Allenatore: Klaus Toppmöller
- Allenatore in seconda: Peter Hermann
- Preparatore dei portieri: Toni Schumacher
- Preparatori atletici:

## Calciomercato

### Sessione estiva
| Acquisti | Acquisti         | Acquisti  | Acquisti |
| R.       | Nome             | da        | Modalità |
| -------- | ---------------- | --------- | -------- |
| C        | Yıldıray Baştürk | Bochum    |          |
| P        | Hans-Jörg Butt   | Amburgo   |          |
| D        | Emanuel Pogatetz | Kärnten   |          |
| C        | Zoltán Sebescen  | Wolfsburg |          |
| D        | Michael Zepek    | Karlsruhe |          |

| Cessioni | Cessioni          | Cessioni       | Cessioni |
| R.       | Nome              | da             | Modalità |
| -------- | ----------------- | -------------- | -------- |
| A        | Paulo Rink        | Norimberga     |          |
| D        | Robert Kovač      | Bayern Monaco  |          |
| P        | Adam Matysek      | Zagłębie Lubin |          |
| C        | Andreas Neuendorf | Hertha Berlino |          |
| C        | Jörg Reeb         | Colonia        |          |
| C        | Robson Ponte      | Wolfsburg      |          |

### Sessione invernale
| Acquisti | Acquisti | Acquisti | Acquisti |
| R.       | Nome     | da       | Modalità |
| -------- | -------- | -------- | -------- |

| Cessioni | Cessioni    | Cessioni             | Cessioni |
| R.       | Nome        | da                   | Modalità |
| -------- | ----------- | -------------------- | -------- |
| A        | Markus Daun | Alemannia Aquisgrana |          |

## Risultati

### Bundesliga

#### Girone di andata
| Arbitro: | Albrecht |

|                |           |              |
| Lúcio 40’, 47’ | Marcatori | 86’ Feldhoff |

| Arbitro: | Meyer |

|  |           |                                      |
|  | Marcatori | 12’ Baştürk 65’ Kirsten 76’ Sebescen |

| Arbitro: | Krug |

|             |           |           |
| Kirsten 69’ | Marcatori | 79’ Élber |

| Arbitro: | Berg |

|                                       |           |                                       |
| Hajto 10’ Böhme 40’ (rig.) Mpenza 80’ | Marcatori | 58’ Ballack 73’ Kirsten 90’ Schneider |

| Arbitro: | Strampe |

|  |           |                |
|  | Marcatori | 3’ (rig.) Butt |

| Arbitro: | Kemmling |

|                                       |           |          |
| Ballack 44’ Kirsten 60’ Schneider 80’ | Marcatori | 79’ Rath |

| Arbitro: | Jansen |

|            |           |              |
| Amoroso 7’ | Marcatori | 79’ Berbatov |

| Arbitro: | Fleischer |

|                                           |           |             |
| Baştürk 10’ Ballack 23’, 42’ Neuville 60’ | Marcatori | 25’ Sellimi |

| Arbitro: | Fandel |

|                      |           |                                    |
| Helbig 12’ Sebők 52’ | Marcatori | 4’, 57’ (rig.) Kirsten 43’ Ballack |

| Arbitro: | Sippel |

|                                                    |           |          |
| Zé Roberto 24’ Živković 59’ Lúcio 63’ Berbatov 85’ | Marcatori | 9’ Ganea |

| Arbitro: | Strampe |

|            |           |                                                                    |
| Häßler 31’ | Marcatori | 33’ (aut.) Hoffmann 78’ Placente 84’ Schneider 90’ (rig.) Neuville |

| Arbitro: | Meyer |

|                         |           |              |
| Ballack 34’, 50’ (rig.) | Marcatori | 18’ Strasser |

| Arbitro: | Kemmling |

|           |           |                          |
| Kurth 57’ | Marcatori | 63’ Kirsten 72’ Neuville |

| Arbitro: | Fandel |

|                                    |           |            |
| Ballack 14’ Neuville 27’, 58’, 63’ | Marcatori | 7’ Albertz |

| Arbitro: | Keßler |

|                      |           |               |
| Bode 39’ Verlaat 58’ | Marcatori | 38’ Schneider |

| Arbitro: | Wagner |

|                                                      |           |                |
| Zé Roberto 27’ Sebescen 62’ Ballack 63’ Neuville 85’ | Marcatori | 26’, 58’ Cacau |

| Arbitro: | Wack |

|                          |           |              |
| Neuendorf 19’ Dárdai 62’ | Marcatori | 37’ Neuville |

#### Girone di ritorno
| Arbitro: | Krug |

|                          |           |              |
| Ponte 40’ Marić 56’, 77’ | Marcatori | 87’ Neuville |

| Arbitro: | Fleischer |

|                                 |           |  |
| Živković 76’ Ballack 80’ (rig.) | Marcatori |  |

| Arbitro: | Fandel |

|                                |           |  |
| Élber 67’ Effenberg 71’ (rig.) | Marcatori |  |

| Arbitro: | Berg |

|  |           |           |
|  | Marcatori | 52’ Böhme |

| Arbitro: | Stark |

|                                                                |           |  |
| Ballack 9’ Neuville 17’ Schneider 31’ Ramelow 84’ Berbatov 87’ | Marcatori |  |

| Arbitro: | Jansen |

|                            |           |                        |
| Rath 27’ Meggle 90’ (rig.) | Marcatori | 6’ Kirsten 70’ Ballack |

| Arbitro: | Fleischer |

|                                                   |           |  |
| Ballack 32’ Ramelow 50’ Neuville 64’ Berbatov 74’ | Marcatori |  |

| Arbitro: | Steinborn |

|                     |           |                          |
| Sellimi 41’ But 53’ | Marcatori | 64’ Berbatov 76’ Ballack |

| Arbitro: | Krug |

|                             |           |  |
| Zé Roberto 12’ Berbatov 90’ | Marcatori |  |

| Arbitro: | Albrecht |

|  |           |                          |
|  | Marcatori | 41’ Brdarić 45’ Berbatov |

| Arbitro: | Kemmling |

|                                           |           |  |
| Sebescen 45’ Kirsten 49’, 81’ Baştürk 61’ | Marcatori |  |

| Arbitro: | Krug |

|                       |           |                                                         |
| Ramzy 45’ Lokvenc 55’ | Marcatori | 1’ Kirsten 16’ Neuville 77’ (rig.) Ballack 86’ Berbatov |

| Arbitro: | Fandel |

|                           |           |  |
| Butt 13’ (rig.) Lúcio 25’ | Marcatori |  |

| Arbitro: | Strampe |

|             |           |              |
| Barbarez 5’ | Marcatori | 13’ Neuville |

| Arbitro: | Berg |

|                |           |                       |
| Zé Roberto 31’ | Marcatori | 5’ Lisztes 61’ Ailton |

| Arbitro: | Merk |

|          |           |  |
| Nikl 23’ | Marcatori |  |

| Arbitro: | Fandel |

|                  |           |              |
| Ballack 10’, 51’ | Marcatori | 83’ Beinlich |

### Coppa di Germania
| Arbitro: | Keßler |

|  |           |                                     |
|  | Marcatori | 13’ Kirsten 54’ Lúcio 61’ Schneider |

| Arbitro: | Stark |

|                        |           |                        |
| Freier 28’ Colding 75’ | Marcatori | 27’, 77’, 90’ Berbatov |

| Arbitro: | Fröhlich |

|           |           |                          |
| Keïta 47’ | Marcatori | 20’ Neuville 24’ Kirsten |

| Arbitro: | Steinborn |

|                               |           |  |
| Berbatov 66’, 73’ Brdarić 80’ | Marcatori |  |

| Arbitro: | Merk |

|                                                   |           |          |
| Zellweger 60’ (aut.) Živković 100’ Schneider 114’ | Marcatori | 90’ Song |

| Arbitro: | Wack |

|                          |           |                                         |
| Berbatov 27’ Kirsten 89’ | Marcatori | 45’ Böhme 68’ Agali 71’ Möller 85’ Sand |

### Coppa di Lega
| Arbitro: | Weiner |

|              |           |                         |
| Neuville 73’ | Marcatori | 49’ Paraíba 63’ Deisler |

### Champions League

#### Fase di qualificazione
| Belgrado 8 agosto 2001, ore CEST Terzo turno | Stella Rossa | 0 – 0 referto | Bayer Leverkusen | Crvena Zvezda (50 000 spett.)\| Arbitro: \| Wegereef \| |
| Arbitro:                                     | Wegereef     |               |                  |                                                         |

| Arbitro: | Messina |

|                               |           |  |
| Neuville 13’, 59’ Kirsten 31’ | Marcatori |  |

#### Fase a gironi
| Arbitro: | Cesari |

|  |           |             |
|  | Marcatori | 75’ Kirsten |

| Arbitro: | Dallas |

|                          |           |                  |
| Baştürk 52’ Neuville 69’ | Marcatori | 22’ Luis Enrique |

| Arbitro: | Hamer |

|                       |           |           |
| Lúcio 35’ Ballack 59’ | Marcatori | 6’ Revivo |

| Arbitro: | Collina |

|                               |           |             |
| Kluivert 12’ Luis Enrique 38’ | Marcatori | 32’ Ramelow |

| Arbitro: | Hauge |

|                |           |                           |
| Derelioğlu 40’ | Marcatori | 21’ Schneider 34’ Kirsten |

| Arbitro: | Ivanov |

|                           |           |                                     |
| Sebescen 45’ Berbatov 52’ | Marcatori | 32’, 38’ Carrière 64’ Née 81’ Govou |

#### Seconda fase a gironi
| Arbitro: | Meier |

|                                           |           |  |
| Trezeguet 8’, 60’ Del Piero 37’ Tudor 44’ | Marcatori |  |

| Arbitro: | Vassaras |

|                                         |           |  |
| Zé Roberto 64’ Neuville 67’ Ballack 79’ | Marcatori |  |

| Arbitro: | Sars |

|             |           |           |
| Kirsten 90’ | Marcatori | 56’ Pirès |

| Arbitro: | Hamer |

|                                           |           |              |
| Pirès 5’ Henry 7’ Vieira 48’ Bergkamp 83’ | Marcatori | 86’ Sebescen |

| Arbitro: | Nielsen |

|                                       |           |           |
| Butt 24’ (rig.) Brdarić 71’ Babić 90’ | Marcatori | 61’ Tudor |

| Arbitro: | Ivanov |

|             |           |                                        |
| Tristán 75’ | Marcatori | 34’ Ballack 54’ Schneider 86’ Neuville |

#### Fase a eliminazione diretta
| Arbitro: | Frisk |

|            |           |  |
| Hyypiä 44’ | Marcatori |  |

| Arbitro: | Pereira |

|                                         |           |                         |
| Ballack 16’, 64’ Berbatov 68’ Lúcio 84’ | Marcatori | 42’ Xavier 79’ Litmanen |

| Arbitro: | Micheľ |

|                                                |           |                          |
| Živković 29’ (aut.) van Nistelrooij 67’ (rig.) | Marcatori | 62’ Ballack 75’ Neuville |

| Arbitro: | Nielsen |

|              |           |           |
| Neuville 45’ | Marcatori | 28’ Keane |

| Arbitro: | Meier |

|           |           |                    |
| Lúcio 14’ | Marcatori | 8’ Raúl 45’ Zidane |

## Statistiche

### Statistiche di squadra
| Competizione      | Punti | In casa | In casa | In casa | In casa | In casa | In casa | In trasferta | In trasferta | In trasferta | In trasferta | In trasferta | In trasferta | Totale | Totale | Totale | Totale | Totale | Totale | DR  |
| Competizione      | Punti | G       | V       | N       | P       | Gf      | Gs      | G            | V            | N            | P            | Gf           | Gs           | G      | V      | N      | P      | Gf     | Gs     | DR  |
| ----------------- | ----- | ------- | ------- | ------- | ------- | ------- | ------- | ------------ | ------------ | ------------ | ------------ | ------------ | ------------ | ------ | ------ | ------ | ------ | ------ | ------ | --- |
| Bundesliga        | 69    | 17      | 14      | 1       | 2       | 46      | 13      | 17           | 7            | 5            | 5            | 31           | 25           | 34     | 21     | 6      | 7      | 77     | 38     | +39 |
| Coppa di Germania | -     | 3       | 2       | 0       | 1       | 8       | 5       | 3            | 3            | 0            | 0            | 8            | 3            | 6      | 5      | 0      | 1      | 16     | 8      | +8  |
| Coppa di Lega     | -     | 1       | 0       | 0       | 1       | 1       | 2       | 0            | 0            | 0            | 0            | 0            | 0            | 1      | 0      | 0      | 1      | 1      | 2      | -1  |
| Champions League  | -     | 10      | 6       | 2       | 2       | 22      | 13      | 9            | 3            | 2            | 4            | 10           | 15           | 19     | 9      | 4      | 6      | 32     | 28     | +4  |
| Totale            | 69    | 31      | 22      | 3       | 6       | 77      | 33      | 29           | 13           | 7            | 9            | 49           | 43           | 60     | 35     | 10     | 15     | 126    | 76     | +50 |

### Andamento in campionato
| Giornata  | 1 | 2 | 3 | 4 | 5 | 6 | 7 | 8 | 9 | 10 | 11 | 12 | 13 | 14 | 15 | 16 | 17 | 18 | 19 | 20 | 21 | 22 | 23 | 24 | 25 | 26 | 27 | 28 | 29 | 30 | 31 | 32 | 33 | 34 |
| --------- | - | - | - | - | - | - | - | - | - | -- | -- | -- | -- | -- | -- | -- | -- | -- | -- | -- | -- | -- | -- | -- | -- | -- | -- | -- | -- | -- | -- | -- | -- | -- |
| Luogo     | C | T | C | T | T | C | T | C | T | C  | T  | C  | T  | C  | T  | C  | T  | T  | C  | T  | C  | C  | T  | C  | T  | C  | T  | C  | T  | C  | T  | C  | T  | C  |
| Risultato | V | V | N | N | V | V | N | V | V | V  | V  | V  | V  | V  | P  | V  | P  | P  | V  | P  | P  | V  | N  | V  | N  | V  | V  | V  | V  | V  | N  | P  | P  | V  |
| Posizione | 5 | 2 | 3 | 4 | 3 | 2 | 3 | 3 | 3 | 2  | 2  | 2  | 1  | 1  | 1  | 1  | 1  | 1  | 1  | 2  | 2  | 2  | 2  | 1  | 1  | 1  | 1  | 1  | 1  | 1  | 1  | 1  | 2  | 2  |

Legenda:

Luogo: C = Casa; T = Trasferta. Risultato: V = Vittoria; N = Pareggio; P = Sconfitta.

### Statistiche dei giocatori
| Giocatore     | Bundesliga | Bundesliga | Bundesliga  | Bundesliga | Coppa di Germania | Coppa di Germania | Coppa di Germania | Coppa di Germania | Coppa di Lega | Coppa di Lega | Coppa di Lega | Coppa di Lega | Champions League | Champions League | Champions League | Champions League | Totale   | Totale | Totale      | Totale     |
| Giocatore     | Presenze   | Reti       | Ammonizioni | Espulsioni | Presenze          | Reti              | Ammonizioni       | Espulsioni        | Presenze      | Reti          | Ammonizioni   | Espulsioni    | Presenze         | Reti             | Ammonizioni      | Espulsioni       | Presenze | Reti   | Ammonizioni | Espulsioni |
| ------------- | ---------- | ---------- | ----------- | ---------- | ----------------- | ----------------- | ----------------- | ----------------- | ------------- | ------------- | ------------- | ------------- | ---------------- | ---------------- | ---------------- | ---------------- | -------- | ------ | ----------- | ---------- |
| M. Babić      | 3          | 0          | 0           | 0          | 2                 | 0                 | 0                 | 0                 | 0             | 0             | 0             | 0             | 2                | 1                | 1                | 0                | 7        | 1      | 1           | 0          |
| M. Ballack    | 29         | 17         | 12          | 1          | 4                 | 0                 | 1                 | 0                 | 1             | 0             | 0             | 0             | 16               | 6                | 2                | 0                | 50       | 23     | 15          | 1          |
| Y. Baştürk    | 30         | 3          | 12          | 0          | 5                 | 0                 | 2                 | 0                 | 1             | 0             | 0             | 0             | 19               | 1                | 1                | 0                | 55       | 4      | 15          | 0          |
| D. Berbatov   | 24         | 8          | 3           | 0          | 6                 | 6                 | 2                 | 0                 | 0             | 0             | 0             | 0             | 11               | 2                | 0                | 0                | 41       | 16     | 5           | 0          |
| M. Božić      | 0          | 0          | 0           | 0          | 0                 | 0                 | 0                 | 0                 | 0             | 0             | 0             | 0             | 0                | 0                | 0                | 0                | 0        | 0      | 0           | 0          |
| T. Brdarić    | 24         | 1          | 3           | 0          | 4                 | 1                 | 1                 | 0                 | 1             | 0             | 0             | 0             | 9                | 1                | 2                | 0                | 38       | 3      | 6           | 0          |
| T. Burkhardt  | 0          | 0          | 0           | 0          | 0                 | 0                 | 0                 | 0                 | 0             | 0             | 0             | 0             | 0                | 0                | 0                | 0                | 0        | 0      | 0           | 0          |
| H. Butt       | 34         | 2          | 0           | 0          | 6                 | 0                 | 0                 | 0                 | 1             | 0             | 0             | 0             | 19               | 1                | 0                | 0                | 60       | 3      | 0           | 0          |
| M. Daun       | 0          | 0          | 0           | 0          | 0                 | 0                 | 0                 | 0                 | 0             | 0             | 0             | 0             | 1                | 0                | 0                | 0                | 1        | 0      | 0           | 0          |
| H. Dogan      | 0          | 0          | 0           | 0          | 0                 | 0                 | 0                 | 0                 | 0             | 0             | 0             | 0             | 0                | 0                | 0                | 0                | 0        | 0      | 0           | 0          |
| A. Džaka      | 1          | 0          | 0           | 0          | 0                 | 0                 | 0                 | 0                 | 0             | 0             | 0             | 0             | 0                | 0                | 0                | 0                | 1        | 0      | 0           | 0          |
| F. Hejduk     | 0          | 0          | 0           | 0          | 0                 | 0                 | 0                 | 0                 | 0             | 0             | 0             | 0             | 0                | 0                | 0                | 0                | 0        | 0      | 0           | 0          |
| F. Juric      | 0          | 0          | 0           | 0          | 0                 | 0                 | 0                 | 0                 | 0             | 0             | 0             | 0             | 0                | 0                | 0                | 0                | 0        | 0      | 0           | 0          |
| U. Kirsten    | 32         | 11         | 10          | 0          | 5                 | 3                 | 0                 | 0                 | 1             | 0             | 0             | 0             | 14               | 4                | 0                | 0                | 52       | 18     | 10          | 0          |
| T. Kleine     | 4          | 0          | 0           | 0          | 1                 | 0                 | 1                 | 0                 | 1             | 0             | 0             | 0             | 1                | 0                | 0                | 0                | 7        | 0      | 1           | 0          |
| Lúcio         | 29         | 4          | 6           | 1          | 4                 | 1                 | 1                 | 0                 | 0             | 0             | 0             | 0             | 18               | 3                | 4                | 0                | 51       | 8      | 11          | 1          |
| M. Marquinhos | 0          | 0          | 0           | 0          | 0                 | 0                 | 0                 | 0                 | 0             | 0             | 0             | 0             | 0                | 0                | 0                | 0                | 0        | 0      | 0           | 0          |
| O. Neuville   | 33         | 13         | 4           | 0          | 5                 | 1                 | 0                 | 0                 | 1             | 1             | 0             | 0             | 17               | 7                | 2                | 0                | 56       | 22     | 6           | 0          |
| J. Nowotny    | 29         | 0          | 6           | 1          | 5                 | 0                 | 0                 | 0                 | 1             | 0             | 0             | 0             | 16               | 0                | 4                | 0                | 51       | 0      | 10          | 1          |
| P. Ojigwe     | 3          | 0          | 0           | 0          | 1                 | 0                 | 0                 | 0                 | 1             | 0             | 0             | 0             | 5                | 0                | 0                | 0                | 10       | 0      | 0           | 0          |
| D. Placente   | 32         | 1          | 8           | 1          | 5                 | 0                 | 2                 | 0                 | 1             | 0             | 0             | 0             | 18               | 0                | 4                | 0                | 56       | 1      | 14          | 1          |
| E. Pogatetz   | 0          | 0          | 0           | 0          | 0                 | 0                 | 0                 | 0                 | 1             | 0             | 0             | 0             | 0                | 0                | 0                | 0                | 1        | 0      | 0           | 0          |
| C. Ramelow    | 32         | 2          | 12          | 0          | 6                 | 0                 | 3                 | 0                 | 1             | 0             | 0             | 0             | 16               | 1                | 3                | 0                | 55       | 3      | 18          | 0          |
| P. Rink       | 1          | 0          | 0           | 0          | 0                 | 0                 | 0                 | 0                 | 0             | 0             | 0             | 0             | 0                | 0                | 0                | 0                | 1        | 0      | 0           | 0          |
| Z. Roberto    | 30         | 4          | 6           | 0          | 5                 | 0                 | 0                 | 0                 | 0             | 0             | 0             | 0             | 15               | 1                | 3                | 0                | 50       | 5      | 9           | 0          |
| B. Schneider  | 30         | 5          | 6           | 0          | 6                 | 2                 | 0                 | 0                 | 1             | 0             | 0             | 0             | 19               | 2                | 1                | 0                | 56       | 9      | 7           | 0          |
| Z. Sebescen   | 25         | 3          | 2           | 1          | 3                 | 0                 | 0                 | 0                 | 0             | 0             | 0             | 0             | 17               | 2                | 2                | 0                | 45       | 5      | 4           | 1          |
| T. Starke     | 0          | 0          | 0           | 0          | 0                 | 0                 | 0                 | 0                 | 0             | 0             | 0             | 0             | 0                | 0                | 0                | 0                | 0        | 0      | 0           | 0          |
| J. Vranješ    | 20         | 0          | 2           | 0          | 3                 | 0                 | 1                 | 0                 | 1             | 0             | 0             | 0             | 12               | 0                | 1                | 0                | 36       | 0      | 4           | 0          |
| T. Wittek     | 1          | 0          | 0           | 0          | 0                 | 0                 | 0                 | 0                 | 0             | 0             | 0             | 0             | 0                | 0                | 0                | 0                | 1        | 0      | 0           | 0          |
| M. Zepek      | 0          | 0          | 0           | 0          | 0                 | 0                 | 0                 | 0                 | 0             | 0             | 0             | 0             | 0                | 0                | 0                | 0                | 0        | 0      | 0           | 0          |
| B. Živković   | 23         | 2          | 5           | 0          | 6                 | 1                 | 0                 | 0                 | 0             | 0             | 0             | 0             | 17               | 0                | 4                | 0                | 46       | 3      | 9           | 0          |